# Communauté rurale de Ngnith
La communauté rurale de Ngnith (ou Gnith) est une communauté rurale du Sénégal située au nord-ouest du pays. 
Reconfigurée en 2008, elle fait partie de l'arrondissement de Ndiaye, du département de Dagana et de la région de Saint-Louis.
Son chef-lieu est le village centre de Ngnith.